# Amit Simhon
Amit Simhon (in ebraico עמית שמחון‎?; Ramat Gan, 22 ottobre 1989) è un cestista israeliano.